# 28 décembre 1906
Le vendredi 28 décembre 1906 est le 362e jour de l'année 1906.

## Naissances
- Alexander Atkinson Lawrence, Jr. (mort le 20 août 1979), juge fédéral des États-Unis
- Duilio Coletti (mort le 22 mai 1999), cinéaste italien
- Eugène France (mort le 19 juillet 1944), militant communiste et  résistant français
- Fernand Dumont (mort le 15 mars 1945), écrivain belge de langue française
- Helene Schmidt (morte le 11 novembre 1985), athlète allemande
- Michel Bavastro (mort le 1er mars 2008), journaliste français

## Décès
- Clara Eaton Cummings (née le 13 juillet 1855), botaniste américaine
- Ibrahim al-Yazigi (né le 2 mars 1847), poète et un journaliste libanais
- Romuald-Charlemagne Laurier (né le 7 janvier 1852), homme politique canadien